# Dachsberg (Oberösterreich)
Der Dachsberg ist ein 902 m ü. A. hoher Berg im Böhmerwald in Oberösterreich.

## Lage und Umgebung
Der Dachsberg gehört zu den Gemeinden Klaffer am Hochficht und Schwarzenberg am Böhmerwald im Bezirk Rohrbach. Er liegt in den Einzugsgebieten des Frauenbachs, des Hartmannsbachs, des Maurerbachs und des Peternbachs.
Der Berg befindet sich innerhalb des 9.350 Hektar großen Europaschutzgebiets Böhmerwald-Mühltäler. Er ist außerdem Teil der 22.302 Hektar großen Important Bird Area Böhmerwald und Mühltal.

## Geologie und Pflanzenwelt
In geologischer Hinsicht ist der Dachsberg von Grobkorngneis geprägt. Auf seinen steilen Hängen wachsen artenarme Buchenwälder.